# Whiskey Myers
Whiskey Myers ist eine US-amerikanische Southern-Rock/Country-Rock-Band aus Palestine, Texas.

## Geschichte
Im Jahre 2007 begannen die Freunde Cody Cannon (Gesang, Gitarre) und John Jeffers (Gitarre) mit dem Gitarristen Cody Tate, einem Arbeitskollegen von Cody Cannon, zu jammen. Nach kurzer Zeit spielte das Trio als Lucky Southern erste Konzerte. Die drei Musiker zogen nach Tyler um, um aufs College zu gehen. Dort wurde die Band um den Schlagzeuger Jeff Hogg und dem Bassisten Gary Brown ergänzt. Letzterer ist ein Cousin von Cody Cannon. Gleichzeitig änderte die Band ihren Namen in Whiskey Myers und machte sich in der texanischen Rock- und Red-Dirt-Szene einen Namen. Am 15. Juli 2008 veröffentlichte die Band über Smith Entertainment ihr Debütalbum Road of Life. Anschließend gründete die Band mit Wiggy Thump ihr eigenes Plattenlabel. Am 26. April 2011 erschien das zweite Studioalbum Firewater, welches von Leroy Powell produziert wurde und Platz 198 der US-amerikanischen Albumcharts Billboard 200 erreichte.
Dave Cobb produzierte das dritte Studioalbum Early Morning Shakes, welches am 4. Februar 2014 erschien und Platz 54 der Billboard 200 erreichte. Ein Jahr später spielten Whiskey Myers auf dem Festival Louder Than Life. Im Sommer 2016 spielte die Band auf dem Download-Festival und nahmen mit Halestorm, Black Stone Cherry und dem Headliner Shinedown an der Carnival of Madness-Tournee teil. Am 9. September 2016 erschien das vierte Studioalbum Mud, das erneut von Dave Cobb produziert wurde und sich auf Platz 80 der US-amerikanischen Albumcharts platzierte. Ein Jahr später verließ der Bassist Gary Brown die Band und wurde durch Jamey Gleaves ersetzt. Zusätzlich schloss sich der Keyboarder Tony Kent Whiskey Myers an.
Die Band eröffnete am 25. Juni 2019 im Chicagoer Soldier Field für die Rolling Stones. Am 27. September 2019 veröffentlichte die Band ihr fünftes Studioalbum, welches den Namen der Band trägt und auch von der Band selbst produziert wurde. Das Lied Die Rockin wurde von Ray Wylie Hubbard mitgeschrieben. Das Album stieg auf Platz sechs der Billboard 200 ein und erreichte Platz eins der Billboard Top Country Albums. Das sechste Studioalbum Tornillo wurde erneut von der Band produziert und erschien am 20. Juli 2022. Das Album erreichte Platz 67 der Billboard 200 sowie Platz 38 der deutschen und Platz 16 der Schweizer Albumcharts.

## Stil
Mark Deming vom Onlinemagazin Allmusic schrieb, dass Whiskey Myers „den Sound des Südens in den 2010er Jahren am Leben hielten“. Die Band würde den Klang von Lynyrd Skynyrd und Hank Williams, Jr. „mit einem Turbolader verstärken“. Andreas Schiffmann vom Onlinemagazin Musikreviews.de schrieb über das selbst betitelte Album, dass Whiskey Myers „zeitgemäßen wie zeitlosen Americana auf so durchschlagende Weise neu definieren, wie es nur den Black Crowes in ihrer Sturm-und-Drang-Phase gelang“.

## Diskografie

### Alben
| Jahr | Titel Musiklabel                 | Höchstplatzierung, Gesamtwochen, AuszeichnungChartplatzierungen (Jahr, Titel, Musiklabel, Platzierungen, Wochen, Auszeichnungen, Anmerkungen) | Höchstplatzierung, Gesamtwochen, AuszeichnungChartplatzierungen (Jahr, Titel, Musiklabel, Platzierungen, Wochen, Auszeichnungen, Anmerkungen) | Höchstplatzierung, Gesamtwochen, AuszeichnungChartplatzierungen (Jahr, Titel, Musiklabel, Platzierungen, Wochen, Auszeichnungen, Anmerkungen) | Höchstplatzierung, Gesamtwochen, AuszeichnungChartplatzierungen (Jahr, Titel, Musiklabel, Platzierungen, Wochen, Auszeichnungen, Anmerkungen) | Höchstplatzierung, Gesamtwochen, AuszeichnungChartplatzierungen (Jahr, Titel, Musiklabel, Platzierungen, Wochen, Auszeichnungen, Anmerkungen) | Anmerkungen                                              |
| Jahr | Titel Musiklabel                 | DE | CH | US | Country | Rock | Anmerkungen                                              |
| ---- | -------------------------------- | --- | --- | --- | --- | --- | -------------------------------------------------------- |
| 2008 | Road of Life Smith Entertainment | — | — | — | — | — | Erstveröffentlichung: 15. Juli 2008                      |
| 2011 | Firewater Wiggy Thump            | — | — | US198 Gold · (1 Wo.)US | Country26 (5 Wo.)Country | Rock—Rock | Erstveröffentlichung: 26. April 2011 Verkäufe: + 500.000 |
| 2014 | Early Morning Shakes Wiggy Thump | — | — | US54 (2 Wo.)US | Country10 (2 Wo.)Country | Rock—Rock | Erstveröffentlichung: 4. Februar 2014                    |
| 2016 | Mud Wiggy Thump                  | — | — | US80 (1 Wo.)US | Country4 (4 Wo.)Country | Rock17 (1 Wo.)Rock | Erstveröffentlichung: 9. September 2016                  |
| 2019 | Whiskey Myers Wiggy Thump        | — | — | US6 (1 Wo.)US | Country1 (1 Wo.)Country | Rock2 (1 Wo.)Rock | Erstveröffentlichung: 27. September 2017                 |
| 2022 | Tornillo Wiggy Thump             | DE38 (1 Wo.)DE | CH16 (1 Wo.)CH | US67 (1 Wo.)US | Country10 (1 Wo.)Country | Rock14 (1 Wo.)Rock | Erstveröffentlichung: 29. Juli 2022                      |

### Lieder mit Auszeichnungen
- 2011: Ballad of a Southern Man (US: Platin)
- 2011: Broken Window Senerade (US: Platin)
- 2011: Virginia (US: Gold)
- 2011: Reckoning (US: Gold)
- 2011: Bar, Guitar and a Honky Tonk (US: Gold)
- 2016: Stone (US: ×2Doppelplatin )
- 2016: Lonely East Texas Nights (US: Gold)
- 2019: Bury My Bones (US: Platin)

### Musikvideos
- 2011: Ballad of a Southern Man
- 2012: Anna Marie
- 2013: Virginia
- 2013: Home
- 2014: Dogwood
- 2018: Stone
- 2019: Die Rockin
- 2019: Bitch
- 2019: Gasoline
- 2020: Bury My Bones
- 2022: John Wayne

## Auszeichnungen für Musikverkäufe
Anmerkung: Auszeichnungen in Ländern aus den Charttabellen bzw. Chartboxen sind in ebendiesen zu finden.
| Land/RegionAuszeichnungen für Musikverkäufe (Land/Region, Auszeichnungen, Verkäufe, Quellen) | Gold     | Platin     | Verkäufe  | Quellen  |
| -------------------------------------------------------------------------------------------- | -------- | ---------- | --------- | -------- |
| Vereinigte Staaten (RIAA)                                                                    | 5× Gold5 | 5× Platin5 | 7.500.000 | riaa.com |
| Insgesamt                                                                                    | 5× Gold5 | 5× Platin5 |           |          |